# L'inferno
L'inferno és una pel·lícula muda italiana de 1911, adaptada lliurement de l'Infern, el primer càntic de la Divina Comèdia de Dante Alighieri. L'Inferno va trigar més de tres anys a fer-se i va ser el primer llargmetratge italià.

## Argument
A Dante se li impedeix entrar al turó de la salvació perquè tres bèsties bloquegen el seu camí (l'Avarícia, l'Orgull i la Luxúria). Beatrice baixa des de dalt i demana al poeta Virgili que guiï Dante pels nou cercles de l'infern. Virgili condueix a Dante a una cova on troben el riu Aqueront, sobre el qual Caront transporta les ànimes dels morts a l'infern. També veuen el Cèrber de tres caps i Gerion, una serp voladora amb cara d'home. Veuen el Diable menjant-se els éssers humans sencers, les harpies menjant-se els cadàvers dels suïcidis, un home malvat obligat a portar el seu propi cap tallat per l'eternitat, persones mig enterrades en lava flamígera, etc.
Segueix el relat amb una sèrie de trobades en què tots dos es troben amb una sèrie de personatges històrics famosos l'ànima dels quals va ser negada tant pel cel com per l'infern, i escolten alguns dels seus contes explicats en salt enrere. Aquests personatges inclouen Homer, Horaci, Ovidi, Lucanus, Cleòpatra, Dido, el traïdor Caifus, el comte Ugolino, Pere de Vigna, Francesca Da Rimini i el seu amant Paulo, Brutus i Cassius, Mahoma i Helena de Troia. El principal atractiu de la pel·lícula són els fantàstics dissenys d'escenografia que representen els horrors de l'infern, amb una violència excessiva i un gore, dissenyats per espantar l'audiència i que es tornés piadosa o temorosa de Déu.

## Diferències respecte de la Divina Comèdia
La pel·lícula està fidelment inspirada en l'infern de Dante, tot i que omet alguns episodis i alguns versos (o fins i tot reinventa la geografia de l'infern):
- S'ometen els dubtes que turmenten Dante en el segon cant, quan qüestiona el motiu del seu viatge i no es considera digne.
- La trobada amb els grans esperits del Llimb (cant quart), que a la poesia té lloc en un castell, i al film es trasllada a un prat, a l'aire lliure.
- Un cop acabada la trobada amb Farinata (cant desè), Dant i Virgili es troben amb el càstig dels blasfems i Capaneus: aquesta trobada és anticipada (cant catorzè). El Setè Cercle es divideix en tres grups: violents contra els altres; violents contra ells mateixos, violent contra Déu per alguna raó desconeguda. La posició dels pecats en l'obra de Dante és "traïda", i els blasfems es col·loquen immediatament després dels heretges.
- Immediatament després d'aquest episodi, Dante i Virgili baixen al cercle inferior a l'esquena del monstre Gerió. Aquesta és una altra modificació respecte al text original, atès que Gerió és el transport entre el setè i el vuitè cercle, no entre el sisè i el vuitè cercle. I a més, Gerió apareix al cant dissetè, i es preveu la trobada amb ell.
- Els que són violents contra els altres no apareixen (cant dotzè).

## Repartiment
- Salvatore Papa com Dante Alighieri
- Arturo Pirovano com Virgilio
- Giuseppe de Liguoro com Il conte Ugolino
- Augusto Milla com a Llucifer
- Attilio Motta
- Emilise Beretta

## Producció
Les representacions de l'infern de L'Inferno seguien de prop les dels gravats de Gustave Doré per la seva edició de la Divina Comèdia, que eren familiars per al públic internacional, i utilitzaven diversos efectes especials.
Com que la Divina Comèdia de Dante situa Mahoma a l'infern, la pel·lícula també té una representació momentània poc afavoridora de Mahoma en la seva seqüència de l'infern (el seu pit explota, deixant al descobert les seves entranyes).
Nancy Mitford va veure la pel·lícula a Itàlia el 1922, referint-se a ella com a Dante. En un enregistrament que va durar des de les 9 fins a les 12:15 incloent dos entreactes. Detalla moltes de les morts i tortures de la pel·lícula. La seva descripció de la pel·lícula en una carta a casa seva se cita durant la biografia Nancy Mitford de Harold Acton.
Les escenes de l'infern de la pel·lícula es van reutilitzar en una pel·lícula d'explotació nord-americana de 1936, Hell-O-Vision i la pel·lícula de carreres de 1944 Go Down, Death!. Algunes juntes de censura de pel·lícules estatals americanes van requerir l'eliminació de les seqüències de l'infern de L'Inferno utilitzades a Go Down, Death! com una on es veu momentàniament el pit nu d'una dona.

## Publicació
L'Inferno es va projectar per primera vegada a Nàpols al Teatre Mercadante el 10 de març de 1911. Va ser un èxit internacional, i va recaptar més de 2 milions de dòlars als Estats Units, on la seva durada va donar als propietaris de teatres una excusa per augmentar el preu de les entrades.

## Distribució
Durant molts anys, L'Inferno va ser en gran part poc coneguda i només disponible en còpies incompletes i de baixa qualitat.
- El 2004, el segell Snapper Music va publicar en DVD del Regne Unit una versió recentment restaurada de la pel·lícula, que combinava gravacions britàniques i americanes del BFI National Archive i la Library of Congress. Va ser musicada pel pare i el seu fill Edgar i Jerome Froese, de la banda electrònica alemanya Tangerine Dream. La pel·lícula té intertítols en anglès i subtítols en alemany, francès, espanyol i italià.
- El 2011, el centenari de L'Inferno, una restauració digital totalment nova i més completa de la Cineteca di Bologna d'Itàlia es va publicar amb el seu propi segell de DVD. Aquesta versió té intertítols originals en italià, subtítols en anglès opcionals i una selecció d'una partitura electroacústica d'⁣Edison Studio o una composició per a piano de Marco Dalpane. També té molts extres, inclosos alguns curts italians primerencs restaurats i un llibre de butxaca bilingüe.
- El desembre de 2023, Terror Vision Records & Video publicà la pel·lícula en Blu-ray, amb una nova restauració 4K, tres noves partitures creades específicament per a l'estrena de la cantautora nord-americana HALEY, l'organista i compositor nord-americà Michael Kiker i El pianista, compositor i professor de música belga Laurent Pigeolet, respectivament, i una pista de comentaris de l'historiador del cinema James L. Neibaur. A més de la versió en blanc i negre, aquesta publicació també inclou una versió de color vermell mai vista de la pel·lícula i intertítols en anglès.